# Confédération française démocratique du travail
De Confédération française démocratique du travail (afgekort  CFDT of in hun logo Cfdt:, Nederlands: 'Democratische Franse confederatie van de arbeid') is de grootste vakcentrale (federatie van vakbonden) van Frankrijk. 

## Geschiedenis
De CFDT komt voort uit de christelijke vakcentrale Confédération française des travailleurs chrétiens (CFTC, Nederlands: 'Franse confederatie van christelijke arbeiders'), opgericht in 1919. In 1964 besloot het congres van de CFTC hun vakcentrale te deconfessionaliseren, en daarbij de naam te veranderen in ‘Confédération française démocratique du travail’.

## Grootte
In mei 2016 had de CFDT 860.200 leden, en was ze daarmee de grootste Franse vakcentrale.

## Identiteit
De CFDT geldt als gematigder dan de andere grote Franse vakcentrale, de Confédération Générale du Travail (CGT, 680.000 leden). 
Illustratief voor het verschil tussen deze twee grote vakcentrales is hun opstelling tijdens de politiek-sociale crisis in 2016 rond de Wet El Khomri. De CFDT wist aan de onderhandelingstafel concessies in die wet van de regering te verkrijgen en steunde vervolgens de wet;
de CGT eiste (minstens tot juni 2016) het geheel intrekken van die wet, en bezigde daarbij aloude termen als ‘klassenstrijd’ en ‘arbeid tegen kapitaal’.